# Округ Витланд (Монтана)
Витланд (енгл. Wheatland County) је округ у америчкој савезној држави Монтана.

## Демографија
По попису из 2010. године број становника је 2.168, што је 91 (-4,0%) становника мање него 2000. године.
| Група             | 2000.         | 2010.         |
| Белци             | 2.177 (96,4%) | 2.064 (95,2%) |
| Афроамериканци    | 3 (0,1%)      | 7 (0,3%)      |
| Азијати           | 4 (0,2%)      | 12 (0,6%)     |
| Хиспаноамериканци | 25 (1,1%)     | 32 (1,5%)     |
| Укупно            | 2.259         | 2.168         |